# 向井地美音ソロコンサート 〜大声でいま伝えたいことがある〜
『向井地美音ソロコンサート 〜大声でいま伝えたいことがある〜』（むかいちみおんソロコンサート おおごえでいまつたえたいことがある）は、2017年（平成29年）1月19日に東京ドームシティホール（ミーツポート内）で開催された、AKB48メンバー・向井地美音のソロコンサートである。
2017年8月4日に当コンサートを収録したDVD・Blu-ray Discがリリースされた。

## 背景
向井地美音は1歳時からの子役活動を経て、2013年にアイドルグループ・AKB48に加入。第15期研究生からチーム4を経てチームK（公演当時）に異動した後、2016年6月1日発売のシングル「翼はいらない」でセンターに抜擢されるまでに成長した。

当コンサートの開催概要は、2016年12月18日にインテックス大阪で行われた「ハイテンション」劇場盤発売記念大握手会にて発表された。AKB48グループは2017年1月14日と15日に『新春!チーム8祭り』、同16日に『AKB48 13期生公演』、同18日に『AKB48 16期生コンサート』が東京ドームシティホールにて開催されており、当コンサートはその5日目として位置づけられた。
なお、開催日は、向井地がAKB48のオーディションに合格して4周年となる記念日でもある。

## 内容

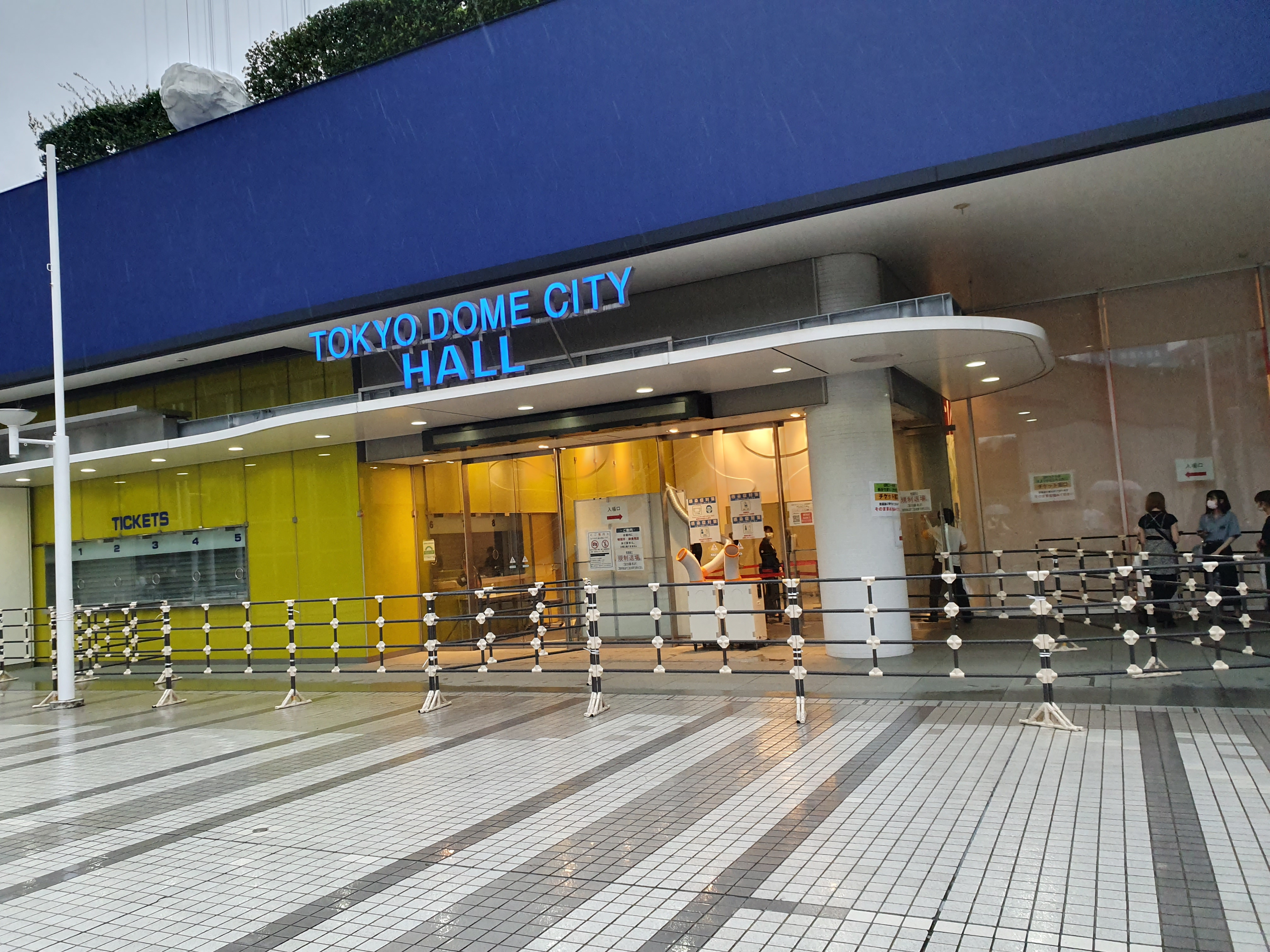
会場となった東京ドームシティホール

当コンサートで歌われた楽曲は計23曲で、セットリストは先輩の柏木由紀に相談しながら決めたとのこと。
特にダンスがあまり得意ではなかったという向井地のために、12名の女性ダンサーがサポートメンバーとして参加。また、かつてのAKB48の先輩メンバーの映像をバックに歌う楽曲も編成されており、訪れたファン曰く「神が見守ってるみたい」と驚きの声が上がった。
衣装は新たに5着が茅野しのぶ（オサレカンパニー）によって制作。それらを紹介するためにDVDでは“テイクアウトライブカード”という衣装紹介動画が収められており、これはAKB48グループ史上初の事である。
本編最後では、「4年間、早いようで長いようであっという間だった」とAKB48加入からの4年間を振り返り、

と高らかに宣言した。事実、向井地は当コンサート開催から2年3か月後の2019年4月1日より、横山由依からAKB48グループの第3代目総監督を引き継いでいる。

## リリース
当コンサートのDVD・BDは2枚組となっており、Disc2には当日までのメイキング映像や、向井地によるコメンタリー集を収録。また特典として先述のテイクアウトライブカードや、公演時の生写真、イベント抽選券が封入されていた。
| 規格         | 発売日       | レーベル | 品番       |
| ------------ | ------------ | -------- | ---------- |
| DVD          | 2017年8月4日 | AKS      | AKB-D 2354 |
| Blu-ray Disc | 2017年8月4日 | AKS      | AKB-D 2355 |

## セットリスト
1. Overture
向井地が生まれた頃からの秘蔵写真や、AKB48加入時以降の映像を編集したものが流れる[5]。
2. 天使のしっぽ
自身がAKB48の劇場公演で初めて歌った楽曲の一つ[1]。当コンサートではバックダンサーと共に純白の衣装で歌い踊る。
3. 憧れのポップスター
ダンサーがヘアメイクやカメラマンなどに扮して向井地を取り囲む。
4. 彼女になれますか?
曲の途中で向井地が「あの…、私をあなたの彼女にしてくれますか?」と告白する演出がある。
5. Dear My Teacher
自身が好きな楽曲の一つ[7]。歌唱後の挨拶では「会場中がみーおんのうちわでいっぱい!」と大興奮だった[2]。
6. ガラスのI LOVE YOU
ここからの3曲は「LOVEメドレー」として構成。向井地の15秒の早着替えをダンサー達によって行った後、AKB48のロゴ入りトロッコに乗って歌唱する[7]。
7. ハート型ウイルス
8. LOVE修行
テニス部に入っていた向井地が「30秒で30球のサインボールをテニスラケットで客席に打つ」という荒技に挑んだが[5]、あまりにも限られた時間内で打てなかったため、残ったボールはそのまま素手で投げていた[2][7]。MCの後には向井地がAKB48劇場内で行われたインタビュー映像が流れ、グループに入るきっかけや特別な存在となったメンバー等の思い出を語った[2][7]。
9. 制服レジスタンス（with板野友美）
ここからレジェンドメンバーの歌唱映像をバックに向井地が歌唱。
10. Bird（with高橋みなみ）
バックダンサーが黒い衣装で踊る。
11. 黒い天使（with前田敦子）
12. ALIVE
当コンサートで色んな一面を知ってもらいたいという意向から、急遽セットリストに加えたダンスナンバー[5][7]。
13. 翼はいらない
向井地の初センター曲。MVと同様ギターを弾きながら歌唱した[1]。使用したギターは、2016年12月15日の『AKB48紅白対抗歌合戦』（当コンサートと同じ東京ドームシティホールにて開催）で横山由依が「365日の紙飛行機」を歌った際に使用したものである[8]。
14. 渚のCHERRY
前田敦子から受け継がれる黄色い衣装で歌ったが、衣装は当コンサートのために新規制作されたものである[6]。この曲ではスタンドから登場してキャンディーを配る演出も[2]。
15. 未来の果実
16. ポニーテールとシュシュ
17. Everyday、カチューシャ
18. 真夏のSounds good !
19. 希望的リフレイン
この曲の後に先述する「20周年まで居続けたい」発言が出る。
20. 桜の木になろう

アンコール
1. AKB参上!
2. 大声ダイヤモンド
3. LALALAメッセージ
曲の途中でメンバーや元メンバーからのメッセージ映像が流れ、最後に紹介された小嶋陽菜は自身のキャッチフレーズである「埼玉県から来ました～」を継承してほしいとお願いした。その結果「埼玉県から来ました、みーおんこと向井地美音です!」と宣言し、公約を達成した[5][7]。
4. ヘビーローテーション
大島優子からセンターを引き継いだ名曲[1]。歌唱後は当日出演した12名の女性ダンサーを紹介し、最後に向井地が「最高の日になりました!」と叫んでコンサートは終了した[5]。